# Union Church of Pocantico Hills
Union Church of Pocantico Hills är en historisk kyrka i Pocantico Hills, New York. Kyrkan byggdes av John D. Rockefeller Jr. 1921, som en del av hans planer på att utveckla staden Pocantico Hills, som låg under hans gård Kykuit. När Rockefellers hustru Abby Aldrich Rockefeller hade avlidit 1948 lät deras son Nelson Rockefeller konstnären Henri Matisse utforma kyrkans rosettfönster för att hedra hennes minne, strax före konstnärens egen död 1954. När John D. Rockefeller Jr. dog 1960 lät hans barn konstnären Marc Chagall utforma ett barmhärtige samariten-fönster till hans ära. Kyrkan är en byggnad i en våning i neogotisk stil med fundament och väggar av ohuggen sten och ett skifferklätt, högt gaveltak. 1930–1931 lades en församlingssal till kyrkans östra ände.
Den 6 maj 2006 listades kyrkan i National Register of Historic Places.

## Orgel
David Rockefeller, medlemmar i familjen Rockefeller, och medlemmar i kyrkan fick orgelbyggaren Sebastian M. Glück i uppdrag att utforma och bygga Laurance Spelman Rockefeller Memorial Pipe Organ 2006. Den är inspirerad av orglarna i fin-de-siècle-stil i Paris,
och är särskilt påverkad av Aristide Cavaillé-Colls arbete, och det kompletterar familjens smak i konsten från den tiden. Orgeln används för offentliga tillställningar och för gudstjänster.